# Ronde van Frankrijk 2010/Vijftiende etappe
De vijftiende etappe van de Ronde van Frankrijk 2010 werd verreden op maandag 19 juli 2010 over een afstand van 187,5 kilometer van Pamiers naar Bagnères-de-Luchon. Deze etappe was een bergetappe met een bergje van de vierde categorie na 30 km, twee bergen van de tweede categorie na 105 km en na 126,5 km en een berg van de buitencategorie, de Port de Balès na 166 km. Na deze 1755 meter hoge col volgde een afdaling van ruim 20 kilometer naar de finish.
Onderweg waren er tussensprints in Clermont na 55 kilometer en in Fronsac na 136 kilometer.

## Verloop
In de vijftiende etappe nam Alberto Contador de gele trui over van Andy Schleck die kort voor de top van de Port de Balès aanviel en daarbij materiaalpech kreeg. Hij moest van de fiets en Contador profiteerde direct door samen met Denis Mensjov en Samuel Sánchez flink gas te geven. Thomas Voeckler won de etappe door op 30 km van de meet op de flanken van de Port de Balès weg te rijden bij negen medevluchters die uiteindelijk samen met het groepje Contador finishten. Schleck finishte 39 seconden na Contador die met de tijdwinst de gele trui van Schleck overnam.

### Bergsprints
| Beklimming Côte de Carla-Bayle na 30 km | Beklimming Côte de Carla-Bayle na 30 km | Beklimming Côte de Carla-Bayle na 30 km | 4e cat. 3,1 km à 4,1 % | 4e cat. 3,1 km à 4,1 % |
| Plaats                                  | Naam                                    | Naam                                    | Punten                 |                        |
| Winnaar                                 | Pierrick Fédrigo                        | Pierrick Fédrigo                        | 3                      |                        |
| 2                                       | Thor Hushovd                            | Thor Hushovd                            | 2                      |                        |
| 3                                       | Alessandro Petacchi                     | Alessandro Petacchi                     | 1                      |                        |

| Beklimming Col de Portet-d'Aspet na 105 km | Beklimming Col de Portet-d'Aspet na 105 km | Beklimming Col de Portet-d'Aspet na 105 km | 2e cat. 5,8 km à 6,8 % | 2e cat. 5,8 km à 6,8 % |
| Plaats                                     | Naam                                       | Naam                                       | Punten                 |                        |
| Winnaar                                    | Thomas Voeckler                            | Thomas Voeckler                            | 10                     |                        |
| 2                                          | Sébastien Turgot                           | Sébastien Turgot                           | 9                      |                        |
| 3                                          | Lloyd Mondory                              | Lloyd Mondory                              | 8                      |                        |
| 4                                          | Brian Vandborg                             | Brian Vandborg                             | 7                      |                        |
| 5                                          | Aitor Pérez                                | Aitor Pérez                                | 6                      |                        |
| 6                                          | Sergej Ivanov                              | Sergej Ivanov                              | 5                      |                        |

| Beklimming Col des Ares na 126,5 km | Beklimming Col des Ares na 126,5 km | Beklimming Col des Ares na 126,5 km | 2e cat. 6,1 km à 4,7 % | 2e cat. 6,1 km à 4,7 % |
| Plaats                              | Naam                                | Naam                                | Punten                 |                        |
| Winnaar                             | Thomas Voeckler                     | Thomas Voeckler                     | 10                     |                        |
| 2                                   | Sébastien Turgot                    | Sébastien Turgot                    | 9                      |                        |
| 3                                   | Brian Vandborg                      | Brian Vandborg                      | 8                      |                        |
| 4                                   | Johan Vansummeren                   | Johan Vansummeren                   | 7                      |                        |
| 5                                   | Sergej Ivanov                       | Sergej Ivanov                       | 6                      |                        |
| 6                                   | Francesco Reda                      | Francesco Reda                      | 5                      |                        |

| Beklimming Port de Balès na 166 km | Beklimming Port de Balès na 166 km | Beklimming Port de Balès na 166 km | HC cat. 19,3 km à 6,1 % | HC cat. 19,3 km à 6,1 % |
| Plaats                             | Naam                               | Naam                               | Punten                  |                         |
| Winnaar                            | Thomas Voeckler                    | Thomas Voeckler                    | 40                      |                         |
| 2                                  | Aitor Pérez                        | Aitor Pérez                        | 36                      |                         |
| 3                                  | Alessandro Ballan                  | Alessandro Ballan                  | 32                      |                         |
| 4                                  | Johan Vansummeren                  | Johan Vansummeren                  | 28                      |                         |
| 5                                  | Brian Vandborg                     | Brian Vandborg                     | 24                      |                         |
| 6                                  | Lloyd Mondory                      | Lloyd Mondory                      | 20                      |                         |
| 7                                  | Sergej Ivanov                      | Sergej Ivanov                      | 16                      |                         |
| 8                                  | Alberto Contador                   | Alberto Contador                   | 14                      |                         |
| 9                                  | Denis Mensjov                      | Denis Mensjov                      | 12                      |                         |
| 10                                 | Luke Roberts                       | Luke Roberts                       | 10                      |                         |

### Tussensprints
| Tussensprint Clermont na 55 km |                 |        |
| Plaats                         | Naam            | Punten |
| Winnaar                        | Jeremy Hunt     | 6      |
| 2                              | Christian Knees | 4      |
| 3                              | Jérôme Pineau   | 2      |

| Tussensprint Fronsac na 136 km |                  |        |
| Plaats                         | Naam             | Punten |
| Winnaar                        | Sébastien Turgot | 6      |
| 2                              | Lloyd Mondory    | 4      |
| 3                              | Sergej Ivanov    | 2      |

## Rituitslag
| Plaats  | Naam              | Ploeg                 | Tijd      |
| ------- | ----------------- | --------------------- | --------- |
| Winnaar | Thomas Voeckler   | Bbox Bouygues Telecom | 4u44'51"  |
| 2       | Alessandro Ballan | BMC Racing Team       | op 01'20" |
| 3       | Aitor Pérez       | Footon-Servetto       | z.t       |
| 4       | Lloyd Mondory     | AG2R                  | op 02'50" |
| 5       | Luke Roberts      | Milram                | z.t       |
| 6       | Francesco Reda    | Quick-Step            | z.t       |
| 7       | Alberto Contador  | Astana                | z.t       |
| 8       | Samuel Sánchez    | Euskaltel-Euskadi     | z.t       |
| 9       | Denis Mensjov     | Rabobank              | z.t       |
| 10      | Brian Vandborg    | Team Saxo Bank        | z.t       |
|         |                   |                       |           |
| 11      | Johan Vansummeren | Garmin-Transitions    | op 02'50" |
| 15      | Robert Gesink     | Rabobank              | op 03'55" |

## Strijdlustigste renner
|  | Renner          | Ploeg                 |
|  | --------------- | --------------------- |
|  | Thomas Voeckler | Bbox Bouygues Télécom |

## Algemeen klassement
| Plaats    | Naam                  | Ploeg              | Tijd      |
| --------- | --------------------- | ------------------ | --------- |
| Gele trui | Alberto Contador      | Astana             | 72u50'42" |
| 2         | Andy Schleck          | Team Saxo Bank     | op 00'08" |
| 3         | Samuel Sánchez        | Euskaltel          | op 02'00" |
| 4         | Denis Mensjov         | Rabobank           | op 02'13" |
| 5         | Jurgen Van den Broeck | Omega Pharma-Lotto | op 03'39" |
| 6         | Robert Gesink         | Rabobank           | op 05'01" |
| 7         | Levi Leipheimer       | Team RadioShack    | op 05'25" |
| 8         | Joaquím Rodríguez     | Katjoesja          | op 05'45" |
| 9         | Aleksandr Vinokoerov  | Astana             | op 07'12" |
| 10        | Ryder Hesjedal        | Team Garmin        | op 07'51" |

## Nevenklassementen

### Puntenklassement
| Plaats      | Naam                | Ploeg               | Punten |
| ----------- | ------------------- | ------------------- | ------ |
| Groene trui | Alessandro Petacchi | Lampre-Farnese Vini | 187    |
| 2           | Thor Hushovd        | Cervélo             | 185    |
| 3           | Mark Cavendish      | Team Columbia       | 162    |
|             |                     |                     |        |
| 13          | Jürgen Roelandts    | Omega Pharma-Lotto  | 81     |
| 27          | Robert Gesink       | Rabobank            | 45     |

### Bergklassement
| Plaats        | Naam             | Ploeg              | Punten |
| ------------- | ---------------- | ------------------ | ------ |
| Bolletjestrui | Anthony Charteau | Bbox Bouygues      | 115    |
| 2             | Jérôme Pineau    | Quick Step         | 92     |
| 3             | Thomas Voeckler  | Bbox Bouygues      | 82     |
|               |                  |                    |        |
| 8             | Mario Aerts      | Omega Pharma-Lotto | 65     |
| 14            | Robert Gesink    | Rabobank           | 46     |

### Jongerenklassement
| Plaats     | Naam             | Ploeg              | Tijd        |
| ---------- | ---------------- | ------------------ | ----------- |
| Witte trui | Andy Schleck     | Team Saxo Bank     | 72u50'50"   |
| 2          | Robert Gesink    | Rabobank           | op 04'53"   |
| 3          | Roman Kreuziger  | Liquigas-Doimo     | op 07'50"   |
|            |                  |                    |             |
| 11         | Francis De Greef | Omega Pharma-Lotto | op 1u32'40" |

### Ploegenklassement
| Plaats | Ploeg            | Tijd       |
| ------ | ---------------- | ---------- |
| 1      | Team RadioShack  | 218h42'52" |
| 2      | Caisse d'Epargne | op 04'27"  |
| 3      | Rabobank         | op 17'23"  |

## Opgaves
- Mauro Santambrogio (BMC Racing Team)